# SSV Altenberg
Der Sächsische Sportverein Altenberg e. V. ist ein Sportverein aus der Stadt Altenberg im Erzgebirge. Er ist in 13 Abteilungen unterteilt, davon 4 mit leistungssportlicher sowie 9 mit breitensportlicher Orientierung. Der SSV Altenberg ist einer der erfolgreichsten Wintersportvereine Deutschlands, der besonders in der Nachwuchsförderung aktiv ist.

## Geschichte
Der SSV Altenberg e. V. hatte sich am 3. Oktober 1992 aus dem Zusammenschluss zweier Vereine gegründet. Diese waren der BSG Stahl Altenberg (später Sportverein Zinnerz e. V.), der vor allem den Breitensport repräsentierte, und der SG Dynamo Zinnwald (später Sächsischer Wintersportverein Altenberg e. V.), der vor allem für den Spitzensport zuständig war. Der SSV hatte seit seiner Gründung etwa 500 Mitglieder, was ihn zu einem der größten Sportvereine in Sachsen macht.
Der Verein ist aufgrund seiner diversen Kaderathleten, seinem Landesleistungszentrum und seiner Sportanlagen der Bundes- und Landesstützpunkt für Biathlon, Rennrodeln und Bobsport. Zudem ist der Verein Außenstelle des Olympiastützpunktes Chemnitz/Dresden und Talentestützpunkt Mountainbike. Die Sektion Mountainbike tritt nach außen auch als „Mounty Altenberg“ auf. Trainingszentrum sind das Landesleistungszentrum und die „Bergstadt Altenberg“. Für seine Nachwuchsarbeit, wurde der Sportverein in den vergangenen Jahren mit dem „Grünen Band“ der Dresdner Bank und mit dem „Josef-Ertl-Preis“ des Deutschen Skiverbandes geehrt.
Im Laufe seiner Geschichte und der Geschichte der Vorgängervereine gewannen die Athleten des Vereins diverse Medaillen bei Meisterschaften der DDR und der BRD. Hinzu kommen drei Olympiasiege sowie 44 Titel bei Weltmeisterschaften und 11 Titel bei Europameisterschaften.
Zum 1. Oktober 2015 wurde der Rennrodelbereich ausgegliedert und ging im neu gegründeten RRC Altenberg auf.

## Bekannte Sportler
Für den SSV Altenberg starteten mehrere Mitglieder des Biathlon-Nationalkaders, darunter und Anne Preussler, Katja Beer, Peggy Wagenführ, Michael Rösch, Carsten Pump und Ute Niziak für den SSV. Aktuell sind vor allem Susann König und Tina Bachmann erfolgreich.
Im Bereich Skeleton gehören dem Verein unter anderem die zweifache Olympiavierte Diana Sartor sowie Matthias Biedermann, Sarah Sartor, Sylvia Liebscher und Robin Marschner an. Der Bereich Rennrodeln wird von dem Doppel Sebastian Schmidt und André Forker angeführt. In der Saison 2012/13 hat die Juniorenweltmeisterin Aileen Frisch zur Weltspitze aufgeschlossen und startet im deutschen A-Kader im Weltcup.
Im Bereich Mountainbike war Matthias Mende, der bis 2003 Profifahrer war, der einzige international erfolgreiche Sportler. René Birkenfeld, der seine Karriere in der Mountainbikeabteilung des SSV Altenberg startete, wurde 2007 Deutscher Meister im Cyclocross. Auch der Bereich Bob ist derzeit ohne namhafte Vertretung, da viele Altenberger Piloten im SC Oberbärenburg zuhause sind.